# Apanthura zeewykae
Apanthura zeewykae är en kräftdjursart som beskrevs av Brian Frederick Kensley och Gary C.B. Poore 1982. Apanthura zeewykae ingår i släktet Apanthura och familjen Anthuridae. Inga underarter finns listade i Catalogue of Life.